# Victor Loturi
Victor Loturi, né le 21 mai 2001 à Calgary en Alberta, est un joueur international canadien de soccer. Il joue au poste de milieu central au CF Montréal.

## Biographie

### Jeunesse et formation
Victor Loturi est né à Calgary, de parents originaires du Soudan du Sud. Il commence à jouer au soccer à l'âge de huit ans au Northside de Calgary, avant de rejoindre les Foothills de Calgary. En 2017, il participe aux Jeux du Canada d'été avec l'Alberta.

### Parcours en club

#### Débuts professionnels au Cavalry FC (2019-2022)
Le 17 avril 2019, Victor Loturi signe son premier contrat professionnel avec le Cavalry FC à 17 ans,. Il devient la plus jeune recrue du Cavalry et l'un des plus jeunes joueurs de la saison inaugurale de la Première ligue canadienne. La durée du contrat n'est pas communiquée par le club.
Le 15 mai, il dispute son premier match avec les Cavs, lors du premier tour du Championnat canadien, contre le Pacific FC. Lors de ce match, il entre à la 26e minute de la rencontre, à la suite de la blessure d'Oliver Minatel (en),. Le 1er juillet, il est titularisé pour la première fois en Première ligue canadienne face au Pacific FC, contre qui son équipe s'incline.
Apres avoir disputé quatre matchs avec les Cavs,, il s'engage auprès des Cougars (en) de l'université Mount Royal. Cependant, la saison 2020 est annulée en raison de la pandémie de Covid-19,. Le 29 janvier 2021, le Cavalry FC sélectionne Victor Loturi lors du premier tour — sixième choix au total — du repêchage universitaire de la Première ligue canadienne,,. Il est devenu le deuxième Cougar à être sélectionné pour la séance de repêchage PLC-U Sports. Il participe ensuite à la préparation de la saison des Cavs, puis signe un contrat de développement le 18 juin,. Il inscrit son premier but en Première ligue canadienne contre l'Atlético Ottawa le 30 juin suivant. Le même jour, son grand frère William Akio (en) a également inscrit son premier but en PLC,. Il est nommé pour le titre de meilleur joueur canadien des moins de 21 ans, finalement obtenu par Alessandro Hojabrpour (en). Titulaire indiscutable au milieu de terrain, il n'a loupé qu'une seule rencontre de championnat.
Le 24 janvier 2022, il prolonge son contrat de deux années avec son club — jusqu'en 2023 — et l’entente est également assortie d’une option pour 2024. Après un bon début de saison, il suscite l'intérêt d'un club écossais, évoluant en Scottish Premiership.

#### Transfert en Écosse (2022-2025)
Le 21 juin 2022, il est transféré au Ross County FC, après avoir été surveillé par Steven Ferguson (en). Il s'engage pour trois ans. Il devient la première recrue estivale des Staggies. Selon le journaliste Oliver Platt, l'accord porte sur un montant à six chiffres, plus des bonus. Le 16 juillet, il fait ses débuts avec Staggies lors d'un match de la Scottish League Cup — en entrant à la fin de la seconde mi-temps — contre le Dunfermline Athletic. Une semaine plus tard, il est titularisé pour la première fois sous ses nouvelles couleurs contre East Fife FC en Scottish League Cup, durant laquelle il inscrit son premier but.
Puis, le 6 août il fait ses débuts en Scottish Premiership — en entrant à la mi-temps — face au Celtic FC,. Il dispute finalement son premier match de championnat en tant que titulaire le 27 août face aux Rangers FC. Cependant, il est remplacé à la mi-temps en raison de son carton jaune. Il est titularisé pour la première fois depuis le mois d'août face à St Mirren FC le 5 novembre. Après seulement dix minutes de jeu, il délivre sa première passe décisive en Scottish Premiership à Jordan White (en). Il est félicité par son entraîneur Malky Mackay après le match. Il gagne du temps de jeu et se trouve titularisé — en fin de saison — au milieu de terrain, aux côtés de Nohan Kenneh.
Le 28 octobre 2023, il inscrit son premier but en Scottish Premiership face à Motherwell FC,,.

### Parcours en sélection
Victor Loturi est éligible pour la sélection canadienne mais aussi pour le Soudan du Sud, pays dont il possède des origines,. Il décline une convocation sud-soudanaise en mars 2023, afin de pouvoir représenter le Canada,. Cependant, son grand frère William Akio (en) a décidé de représenter le Soudan du Sud,.
Le 16 mars 2023, il appelé en équipe du Canada pour la première fois par le sélectionneur John Herdman, pour participer à deux rencontres de la Ligue des nations face à Curaçao, puis contre le Honduras,,. Mais il reste sur le banc sans entrer en jeu lors de ce rassemblement,.
Le 7 juin 2023, il est retenu dans la liste des vingt-trois joueurs canadiens sélectionnés par John Herdman pour disputer la phase finale de la Ligue des nations,. Il assiste sur le banc à la défaite des siens contre les États-Unis en finale,. Puis, il fait partie de la liste définitive de vingt-trois joueurs pour la Gold Cup le 19 juin,. À l'approche de la compétition, il est bien placé pour faire ses débuts internationaux. Le 4 juillet, il honore sa première sélection en entrant en cours de jeu — à la place de Junior Hoilett — face à Cuba, lors du troisième match de poules,. Le Canada se qualifie pour les quarts de finale,. Il a déclaré : « remporter ma première sélection a été énorme pour moi et ma famille. J’en rêvais depuis longtemps ».

## Statistiques

### Statistiques en club
| Saison                | Club                  | Championnat           | Championnat | Championnat | Championnat | Coupe nationale | Coupe nationale | Coupe nationale | Coupe de la Ligue | Coupe de la Ligue | Coupe de la Ligue | Compétition(s) continentale(s) | Compétition(s) continentale(s) | Compétition(s) continentale(s) | Compétition(s) continentale(s) | Séries | Séries | Séries | Canada | Canada | Canada | Total | Total | Total |
| Saison                | Club                  | Division              | M.          | B.          | P.d.        | M.              | B.              | P.d.            | M.                | B.                | P.d.              | Comp.                          | M.                             | B.                             | P.d.                           | M.     | B.     | P.d.   | M.     | B.     | P.d.   | M.    | B.    | P.d.  |
| 2019                  | Cavalry FC            | PLCan                 | 2           | 0           | 0           | 2               | 0               | 0               | -                 | -                 | -                 | -                              | -                              | -                              | -                              | -      | -      | -      | -      | -      | -      | 4     | 0     | 0     |
| 2021                  | Cavalry FC            | PLCan                 | 27          | 2           | 1           | 1               | 0               | 0               | -                 | -                 | -                 | -                              | -                              | -                              | -                              | 1      | 0      | 0      | -      | -      | -      | 29    | 2     | 1     |
| 2022                  | Cavalry FC            | PLCan                 | 10          | 0           | 1           | 2               | 0               | 0               | -                 | -                 | -                 | -                              | -                              | -                              | -                              | -      | -      | -      | -      | -      | -      | 12    | 0     | 1     |
| Sous-total            | Sous-total            | Sous-total            | 39          | 2           | 2           | 5               | 0               | 0               | -                 | -                 | -                 | -                              | -                              | -                              | -                              | 1      | 0      | 0      | -      | -      | -      | 45    | 2     | 2     |
| 2022-2023             | Ross County FC        | Premiership           | 27          | 0           | 2           | 1               | 0               | 0               | 3                 | 1                 | 0                 | -                              | -                              | -                              | -                              | 2      | 0      | 0      | 1      | 0      | 0      | 34    | 1     | 2     |
| 2023-2024             | Ross County FC        | Premiership           | 28          | 1           | 0           | 1               | 0               | 0               | 5                 | 0                 | 0                 | -                              | -                              | -                              | -                              | 2      | 0      | 0      | -      | -      | -      | 36    | 1     | 0     |
| 2024-2025             | Ross County FC        | Premiership           | 11          | 0           | 0           | -               | -               | -               | 5                 | 0                 | 1                 | -                              | -                              | -                              | -                              | -      | -      | -      | -      | -      | -      | 16    | 0     | 1     |
| Sous-total            | Sous-total            | Sous-total            | 66          | 1           | 2           | 2               | 0               | 0               | 13                | 1                 | 1                 | -                              | -                              | -                              | -                              | 4      | 0      | 0      | 1      | 0      | 0      | 86    | 2     | 3     |
| 2025                  | CF Montréal           | MLS                   | 25          | 2           | 0           | 3               | 0               | 0               | -                 | -                 | -                 | LC                             | 3                              | 0                              | 0                              | -      | -      | -      | -      | -      | -      | 31    | 2     | 0     |
| Total sur la carrière | Total sur la carrière | Total sur la carrière | 130         | 5           | 4           | 10              | 0               | 0               | 13                | 1                 | 1                 | -                              | 3                              | 0                              | 0                              | 5      | 0      | 0      | 1      | 0      | 0      | 162   | 6     | 5     |